# Bożidar Kraew
Bożidar Kraew (bułg. Божидар Краев; ur. 23 czerwca 1997 we Wracy) – bułgarski piłkarz występujący na pozycji pomocnika w Western Sydney Wanderers FC.

## Kariera klubowa
Kraew karierę piłkarską zaczynał w Botewie Wraca. W 2008 dołączył do akademii Christa Stoiczkowa w hiszpańskiej Villafrance. Następnie był członkiem młodzieżowej drużyny Czawdaru Etropole, ponownie Botewu Wraca i Lewskiego Sofia.
W 2014 został członkiem pierwszej drużyny Lewskiego. W lidze bułgarskiej zadebiutował 19 lipca 2014 w zremisowanym 1:1 meczu z Łokomotiwem Płowdiw. W tym samym roku został ogłoszony przez The Guardian jednym z czterdziestu najbardziej perspektywicznych piłkarzy na świecie. W grudniu 2014 trenował w Juventusie, miesiąc później w Manchestrze City. Przed tymi treningami zdecydował się na podpisanie 3-letniego kontraktu z Lewskim. Pierwszego hat-tricka w seniorskiej karierze skompletował 23 września 2014 w meczu Pucharu Bułgarii ze Spartakiem Warna, natomiast pierwszego gola w lidze bułgarskiej strzelił 27 lutego 2015 w wygranym 8:0 spotkaniu z FK Chaskowo. 
Latem 2017 Kraew został piłkarzem FC Midtjylland. W nowej drużynie zadebiutował 29 czerwca 2017 w wygranym 6:1 meczu eliminacji Ligi Europy z Derry City, strzelając w tym spotkaniu jedną z bramek. W Superligaen po raz pierwszy wystąpił 23 lipca 2017 w wygranym 2:0 spotkaniu z Silkeborgiem. W 2018 zdobył z Midtjylland mistrzostwo Danii, a rok później puchar kraju.
Latem 2019 Kraew został wypożyczony do portugalskiego Gil Vicente FC. W nowej drużynie zadebiutował 3 sierpnia 2019 w wygranym 3:2 meczu Taça da Liga z Desportivo Aves, w którym zdobył jedną z bramek. Natomiast w Primeira Liga zagrał po raz pierwszy tydzień później w wygranej 2:1 nad FC Porto. W tym spotkaniu strzelił gola na wagę zwycięstwa. Po roku gry w Portugalii powrócił do FC Midtjylland, z którym w sezonie 2020/2021 awansował do fazy grupowej Ligi Mistrzów. Podczas rundy jesiennej w Superligaen rozegrał 9 spotkań, strzelając w nich jedną bramkę.
11 stycznia 2021 Kraew został wypożyczony do FC Famalicão do końca sezonu. W tym zespole zadebiutował sześć dni później w wygranym 2:1 spotkaniu z CD Santa Clara. W sezonie 2021/2022 był ponownie zawodnikiem FC Midtjylland, jednak nie wystąpił w żadnym spotkaniu ligowym, w związku z tym opuścił duński zespół.
W lipcu 2022 został zawodnikiem występującego w A-League Wellington Phoenix FC. Podpisał z tym klubem dwuletni kontrakt. W jego barwach zadebiutował 3 sierpnia 2022 w wygranym 4:0 meczu FFA Cup z Devonport City FC. W tym spotkaniu strzelił również pierwszą bramkę dla nowozelandzkiego zespołu. W A-League po raz pierwszy wystąpił 9 października 2022 w zremisowanym 1:1 meczu z Adelaide United FC.
16 lipca 2024 podpisał dwuletni kontrakt z Western Sydney Wanderers FC.

## Kariera reprezentacyjna
Kraew występował w młodzieżowych reprezentacjach Bułgarii. W seniorskiej reprezentacji zadebiutował 25 marca 2017 w wygranym 2:0 meczu eliminacji do Mistrzostw Świata 2018 z Holandią. W 68. minucie zastąpił Iwelina Popowa. 6 września 2018 w wygranym 2:1 spotkaniu ze Słowenią w Lidze Narodów strzelił obie bramki dla Bułgarii. Były to pierwsze gole Kraewa w seniorskiej reprezentacji.

## Statystyki

### Klubowe
Stan na 17 lutego 2025
| Sezon   | Klub                        | Kraj          | Rozgrywki     | Mecze | Bramki |
| ------- | --------------------------- | ------------- | ------------- | ----- | ------ |
| 2014/15 | Lewski Sofia                | Bułgaria      | A PFG         | 19    | 6      |
| 2015/16 | Lewski Sofia                | Bułgaria      | A PFG         | 29    | 5      |
| 2016/17 | Lewski Sofia                | Bułgaria      | Pyrwa liga    | 35    | 11     |
| 2017/18 | FC Midtjylland              | Dania         | Superligaen   | 17    | 1      |
| 2018/19 | FC Midtjylland              | Dania         | Superligaen   | 12    | 0      |
| 2019/20 | Gil Vicente FC (wyp.)       | Portugalia    | Primeira Liga | 32    | 8      |
| 2020/21 | FC Midtjylland              | Dania         | Superligaen   | 9     | 1      |
| 2020/21 | FC Famalicão (wyp.)         | Portugalia    | Primeira Liga | 14    | 1      |
| 2021/22 | FC Midtjylland              | Dania         | Superligaen   | 0     | 0      |
| 2022/23 | Wellington Phoenix FC       | Nowa Zelandia | A-League      | 26    | 7      |
| 2023/24 | Wellington Phoenix FC       | Nowa Zelandia | A-League      | 28    | 6      |
| 2024/25 | Western Sydney Wanderers FC | Australia     | A-League      | 17    | 4      |

### Reprezentacyjne
Stan na 17 lutego 2025
| Reprezentacja | Rok     | Mecze | Bramki |
| ------------- | ------- | ----- | ------ |
| Bułgaria      | 2017    | 4     | 0      |
| Bułgaria      | 2018    | 5     | 2      |
| Bułgaria      | 2019    | 5     | 0      |
| Bułgaria      | 2020    | 8     | 1      |
| Bułgaria      | 2021    | 2     | 0      |
| Ogólnie       | Ogólnie | 24    | 3      |

### Gole w reprezentacji
Stan na 17 lutego 2025
| #  | Data       | Miejsce           | Przeciwnik | Gol   | Wynik | Rozgrywki                     |
| -- | ---------- | ----------------- | ---------- | ----- | ----- | ----------------------------- |
| 1. | 06.09.2018 | Lublana, Słowenia | Słowenia   | 0 – 1 | 1 – 2 | Liga Narodów UEFA (2018/2019) |
| 2. | 06.09.2018 | Lublana, Słowenia | Słowenia   | 1 – 2 | 1 – 2 | Liga Narodów UEFA (2018/2019) |
| 3. | 03.09.2020 | Sofia, Bułgaria   | Irlandia   | 1 – 0 | 1 – 1 | Liga Narodów UEFA (2020/2021) |

## Sukcesy
FC Midtjylland
- Mistrzostwo Danii: 2017/2018
- Puchar Danii: 2018/2019

## Życie prywatne
Bożidar jest bratem Andriana Kraewa, również wychowanka Botewu Wraca i reprezentanta Bułgarii oraz synem Bojko Kraewa, wieloletniego piłkarza Botewu Wraca.